# Patricio Cornejo
Pour les articles homonymes, voir Cornejo.
Patricio Cornejo, né le 6 juin 1944 à Llolleo, est un joueur de tennis chilien.

## Palmarès

### Titres en double messieurs
| No | Date       | Nom et lieu du tournoi                         | Catégorie | Dotation  | Surface      | Partenaire        | Finalistes                            | Score         |  |
| -- | ---------- | ---------------------------------------------- | --------- | --------- | ------------ | ----------------- | ------------------------------------- | ------------- |  |
| 1  | 10-11-1969 | Tournoi de tennis de Buenos Aires Buenos Aires |           | NC $      | Terre (ext.) | Jaime Fillol      | Roy Emerson Frew McMillan             | Forfait       |  |
| 2  | 31-08-1970 | Tournoi de tennis de South Orange South Orange |           | NC $      | NC           | Jaime Fillol      | Andrés Gimeno Rod Laver               | 6-2, 6-4      |  |
| 3  | 20-03-1972 | Tournoi de tennis de Caracas Caracas           |           | NC $      | Dur (ext.)   | Jaime Fillol      | Jim McManus Manuel Orantes            | 6-4, 6-3, 7-6 |  |
| 4  | 21-04-1975 | Tournoi de tennis de Charlotte Charlotte (NC)  |           | 60 000 $  | Terre (ext.) | Jaime Fillol      | Ismail El Shafei Brian Fairlie        | 6-3, 5-7, 6-4 |  |
| 5  | 20-06-1976 | Tournoi de tennis de Berlin Berlin             |           | 50 000 $  | Dur (ext.)   | Antonio Muñoz     | Jürgen Fassbender Hans-Jürgen Pohmann | 7-5, 6-1      |  |
| 6  | 06-12-1976 | Chilean Open Santiago                          |           | 35 000 $  | Terre (ext.) | Hans Gildemeister | Lito Álvarez Belus Prajoux            | 6-3, 7-6      |  |
| 7  | 08-08-1977 | US Men's Clay Court Championship Indianapolis  |           | 125 000 $ | Terre (ext.) | Jaime Fillol      | Dick Crealy Cliff Letcher             | 6-7, 6-4, 6-3 |  |
| 8  | 14-11-1977 | Chilean Open Santiago                          |           | 50 000 $  | Terre (ext.) | Jaime Fillol      | Henry Bunis Paul McNamee              | 5-7, 6-1, 6-1 |  |

### Finales en double messieurs
| No | Date       | Nom et lieu du tournoi                         | Catégorie  | Dotation  | Surface      | Vainqueurs                          | Partenaire        | Score                   |          |
| -- | ---------- | ---------------------------------------------- | ---------- | --------- | ------------ | ----------------------------------- | ----------------- | ----------------------- | -------- |
| 1  | 24-05-1971 | Rothmans British Hard Court Bournemouth        | Grand Prix | NC $      | Terre (ext.) | Bill Bowrey Owen Davidson           | Jaime Fillol      | 8-6, 6-2, 3-6, 4-6, 6-3 |          |
| 2  | 29-11-1971 | Tournoi de tennis de Buenos Aires Buenos Aires |            | NC $      | Terre (ext.) | Željko Franulović Ilie Năstase      | Jaime Fillol      | 6-4, 6-4                |          |
| 3  | 15-05-1972 | Tournoi de tennis de Bruxelles Bruxelles       |            | NC $      | Terre (ext.) | Juan Gisbert Manuel Orantes         | Jaime Fillol      | 9-7, 6-3                |          |
| 4  | 22-05-1972 | Roland-Garros Paris                            | G. Chelem  | NC $      | Terre (ext.) | Bob Hewitt Frew McMillan            | Jaime Fillol      | 6-3, 8-6, 3-6, 6-1      | Parcours |
| 5  | 07-08-1972 | US Men's Clay Court Championship Indianapolis  |            | 60 000 $  | Terre (ext.) | Bob Hewitt Frew McMillan            | Jaime Fillol      | 6-2, 6-3                |          |
| 6  | 26-11-1973 | Tournoi de tennis de Buenos Aires Buenos Aires |            | NC $      | Terre (ext.) | Ricardo Cano Guillermo Vilas        | Iván Molina       | 7-6, 6-3                |          |
| 7  | 22-07-1974 | Washington Star International Washington       |            | 100 000 $ | Terre (ext.) | Tom Gorman Marty Riessen            | Jaime Fillol      | 7-5, 6-1                |          |
| 8  | 26-08-1974 | US Open Forest Hills                           | G. Chelem  | NC $      | Gazon (ext.) | Robert Lutz Stan Smith              | Jaime Fillol      | 6-3, 6-3                | Parcours |
| 9  | 25-11-1974 | Tournoi de tennis de Buenos Aires Buenos Aires |            | NC $      | Terre (ext.) | Manuel Orantes Guillermo Vilas      | Jaime Fillol      | 6-4, 6-3                |          |
| 10 | 11-04-1977 | Tournoi de tennis de Murcie Murcie             |            | 50 000 $  | Terre (ext.) | Patrice Dominguez François Jauffret | Hans Gildemeister | 7-5, 6-2                |          |

## Parcours dans les tournois duGrand Chelem

### En simple
| Année | Open d'Australie | Open d'Australie | Internationaux de France | Internationaux de France | Wimbledon       | Wimbledon  | US Open         | US Open      | Open d'Australie | Open d'Australie |
| ----- | ---------------- | ---------------- | ------------------------ | ------------------------ | --------------- | ---------- | --------------- | ------------ | ---------------- | ---------------- |
| 1964  | —                | —                | —                        | —                        | —               | —          | 1er tour (1/64) | M. Santana   | n.o.             | n.o.             |
| 1965  | —                | —                | 2e tour (1/32)           | F. Stolle                | —               | —          | —               | —            | n.o.             | n.o.             |
| 1966  | —                | —                | —                        | —                        | —               | —          | —               | —            | n.o.             | n.o.             |
| 1967  | —                | —                | 3e tour (1/16)           | O. Davidson              | 2e tour (1/32)  | P. Saila   | —               | —            | n.o.             | n.o.             |
| 1968  | —                | —                | 3e tour (1/16)           | R. Ruffels               | 1er tour (1/64) | R. Ruffels | 2e tour (1/32)  | G. Scott     | n.o.             | n.o.             |
| 1969  | —                | —                | —                        | —                        | 1er tour (1/64) | J. Kodeš   | 1er tour (1/64) | P. Barthes   | n.o.             | n.o.             |
| 1970  | —                | —                | 2e tour (1/32)           | R. Ruffels               | 1er tour (1/64) | B. Bowrey  | 2e tour (1/32)  | A. Metreveli | n.o.             | n.o.             |
| 1971  | —                | —                | 1er tour (1/64)          | B. Phillips-Moore        | 1er tour (1/64) | G. Goven   | 1er tour (1/64) | T. Koch      | n.o.             | n.o.             |
| 1972  | —                | —                | 2e tour (1/32)           | A. Pattison              | 1er tour (1/64) | T. Sakai   | 3e tour (1/16)  | B. Hewitt    | n.o.             | n.o.             |
| 1973  | —                | —                | 1er tour (1/64)          | T. Nowicki               | —               | —          | 1er tour (1/64) | M. Cox       | n.o.             | n.o.             |
| 1974  | —                | —                | 1/4 de finale            | M. Orantes               | 1er tour (1/64) | R. Ramírez | 1er tour (1/64) | B. Teacher   | n.o.             | n.o.             |
| 1975  | —                | —                | 1er tour (1/64)          | U. Marten                | 1er tour (1/64) | U. Pinner  | 1er tour (1/64) | R. Cano      | n.o.             | n.o.             |
| 1976  | —                | —                | 2e tour (1/32)           | J. Higueras              | 1er tour (1/64) | S. Smith   | —               | —            | n.o.             | n.o.             |
| 1977  | —                | —                | 1er tour (1/64)          | B. Phillips-Moore        | —               | —          | —               | —            | —                | —                |
| 1978  | n.o.             | n.o.             | 1er tour (1/64)          | B. Teacher               | —               | —          | —               | —            | —                | —                |

N.B. : à droite du résultat se trouve le nom de l'ultime adversaire.

### En double
| Année | Open d'Australie | Open d'Australie | Internationaux de France       | Internationaux de France  | Wimbledon                      | Wimbledon                | US Open                   | US Open               | Open d'Australie | Open d'Australie |
| ----- | ---------------- | ---------------- | ------------------------------ | ------------------------- | ------------------------------ | ------------------------ | ------------------------- | --------------------- | ---------------- | ---------------- |
| 1968  | —                | —                | 1er tour (1/32) J. Pinto-Bravo | M. Cox R. Wilson          | 1er tour (1/32) J. Pinto-Bravo | É. Drossart P. Hombergen | 1er tour (1/32) J. Fillol | N. Pilić P. Barthes   | n.o.             | n.o.             |
| 1969  | —                | —                | —                              | —                         | 1er tour (1/32) J. Fillol      | T. Okker M. Riessen      | 1er tour (1/32) J. Fillol | C. Drysdale R. Taylor | n.o.             | n.o.             |
| 1970  | —                | —                | 1/4 de finale J. Fillol        | D. Crealy A. Stone        | 2e tour (1/16) J. Fillol       | M. Cox G. Stilwell       | 1/2 finale J. Fillol      | P. Barthes N. Pilić   | n.o.             | n.o.             |
| 1971  | —                | —                | 1/4 de finale J. Fillol        | A. Ashe M. Riessen        | 1/8 de finale J. Fillol        | I. Năstase I. Țiriac     | 1er tour (1/32) J. Fillol | M. Holeček O. Parun   | n.o.             | n.o.             |
| 1972  | —                | —                | Finale J. Fillol               | B. Hewitt F. McMillan     | 1/2 finale J. Fillol           | S. Smith E. van Dillen   | 2e tour (1/16) J. Fillol  | C. Drysdale R. Taylor | n.o.             | n.o.             |
| 1973  | —                | —                | 2e tour (1/16) J. Fillol       | J. Newcombe T. Okker      | —                              | —                        | 1/4 de finale J. Fillol   | R. Emerson R. Laver   | n.o.             | n.o.             |
| 1974  | —                | —                | 2e tour (1/16) J. Fillol       | C. Pasarell E. van Dillen | 1er tour (1/32) J. Fillol      | J. Feaver S. Warboys     | Finale J. Fillol          | R. Lutz S. Smith      | n.o.             | n.o.             |
| 1975  | —                | —                | 1/4 de finale J. Fillol        | B. Borg G. Vilas          | 1er tour (1/32) J. Fillol      | A. Panatta I. Țiriac     | 1/8 de finale J. Fillol   | J. Connors I. Năstase | n.o.             | n.o.             |
| 1976  | —                | —                | 1/4 de finale J. Fillol        | B. Gottfried R. Ramírez   | 1er tour (1/32) J. Fillol      | W. Fibak K. Meiler       | —                         | —                     | n.o.             | n.o.             |
| 1977  | —                | —                | —                              | —                         | —                              | —                        | —                         | —                     | —                | —                |
| 1978  | n.o.             | n.o.             | 1/8 de finale H. Gildemeister  | G. Mayer H. Pfister       | —                              | —                        | —                         | —                     | —                | —                |

N.B. : le nom du ou de la partenaire se trouve sous le résultat ; le nom des ultimes adversaires se trouve à droite.